# Heimatstube Beselich-Obertiefenbach
Die Heimatstube Beselich-Obertiefenbach ist ein Heimatmuseum, das sich mit der Geschichte, Tradition und Kultur der Gemeinde Beselich, insbesondere des Ortsteils Obertiefenbach, befasst.

## Geschichte
Die Heimatstube Beselich-Obertiefenbach wurde durch engagierte Mitglieder des Männerwerks der katholischen Kirchengemeinde „St. Ägidius“ nach langjähriger Exponaten-Sammlungstätigkeit und vier Jahren intensiver Bautätigkeit geschaffen und am 18. März 1998 feierlich eröffnet. Das Katholische Männerwerk gründete sich am 27. Oktober 1959 und ist das einzige seiner Art im Bistum Limburg.

## Gebäude
Das Heimatmuseum befindet sich im denkmalgeschützten Pfarrheim „Alte Schule“ in der Ortsmitte auf einer Fläche von rund 190 m² und ist als Dauerausstellung im Dachgeschoss zu besichtigen. Dieses am 5. November 1873 erstmals als Volksschule genutzte Gebäude befindet sich im Zentrum des Ortes in der Straße „An der Kirche“ in direkter Nachbarschaft der neugotischen katholischen Pfarrkirche St. Ägidius.

## Ausstellung

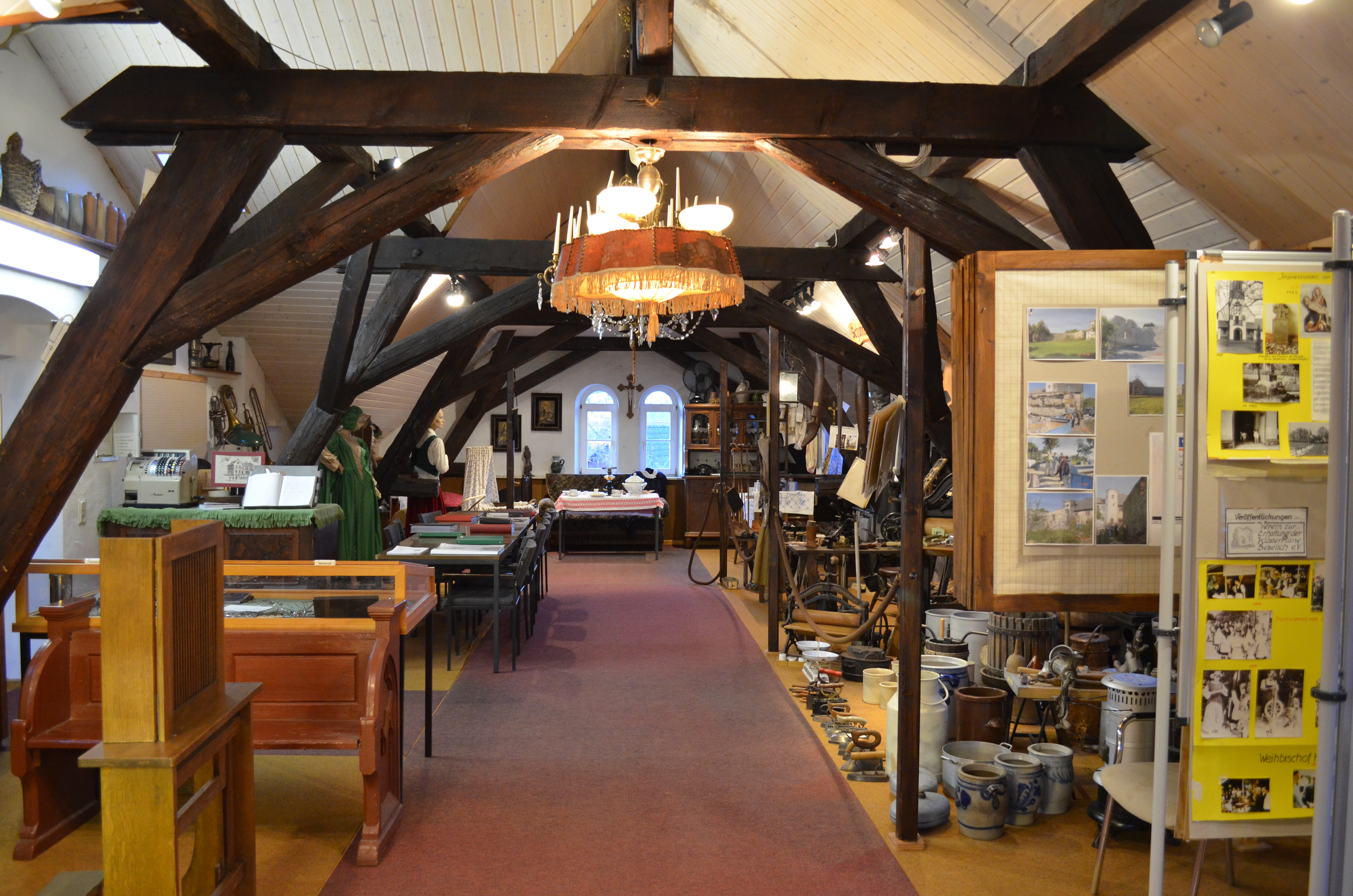
Der Hauptsaal der Heimatstube im Dachgeschoss des Pfarrheims

Das Heimatarchiv bietet eine Vielzahl an Dokumenten, Fahnen, Fotografien, Büchern, Bildern und Ortsplänen aus dem Leben früherer Generationen. Eine komplette alte Schusterwerkstatt, eine alte Wohnstube mit Herd, ein Bett mit Strohmatratze, Arbeitsgeräte einer Schreinerei und Zimmerei, eines Dachdeckers und eines Anstreichers finden sich ebenfalls hier sowie viele historische Geräte aus der Landwirtschaft und aus dem Haushalt. Zudem sind Gegenstände aus dem religiösen Leben und historische Ausrüstungsgegenstände der Freiwilligen Feuerwehr ausgestellt. Als weitere Exponate sind Schulbänke unterschiedlichen Alters aus der Volksschule zu sehen.
Regionaltypisch sind auch die Exponate, welche die Arbeiten beim Basaltabbau zeigen, sowie die Gesteine aus der Heimatgemeinde: Basalt, Ton, Quarzit und Eisenstein sowie eine Güterlore, die sich vor dem Baudenkmal befindet.
In heimatkundlichen Sammlungen sind nach Themengebieten wesentliche Presseartikel und Fotografien, darunter Gruppenfotos der Obertiefenbacher Erstkommunion-Jahrgänge ab 1926, für interessierte Besucher einsehbar.
Die lückenlose Erfassung der Obertiefenbacher Kirmesburschenjahrgänge ab 1947 als Fotodokumentation und auch die dazugehörigen Zeitungsberichte über die Obertiefenbacher Kirmes seit 1950 liegen zur Ansicht für alle Besucher aus.
Da in der Folge des Zweiten Weltkriegs das Dorf Obertiefenbach besonders viele Heimatvertriebene aufnahm, die das Dorfbild um die 1950er Jahre mitprägten, ist auch dies in der Heimatstube veranschaulicht. Ebenso sind vielfältige Unterlagen und Darstellungen über das ehemalige Kloster bzw. die Klosterruine Beselich sowie deren Erhaltungsmaßnahmen in einem eigenen Bereich vorhanden.
In einer Urkunde hatten sieben Schuljungen ihr Bekenntnis als treue Anhänger der katholischen Kirche und ihres Limburger Bischofs Peter Joseph Blum in der Zeit des Kulturkampfes am 16. Juni 1874 festgehalten und darüber hinaus weitere Schriftstücke hinterlassen. Diese historischen Dokumente der Schüler geben dem Schulgebäude eine unverwechselbare geschichtliche Bedeutung. Eine nachgebildete Schulbankgruppe lädt insbesondere Kinder zum Verweilen ein.
In einer Vitrine sind auch die Ernennungsurkunde zum Verteidigungsminister des verstorbenen Bundesministers und Obertiefenbacher Ehrenbürgers Georg Leber sowie weitere mit ihm zusammenhängende Dokumente und Fotos aus der Politik der 1960/70er Jahre (u. a. Georg Leber mit John F. Kennedy, Jimmy Carter, Willy Brandt und Helmut Schmidt) ausgestellt.

## Archiv und Bibliothek
Die Heimatstube führt ein umfangreiches Archiv, das aus Beständen der ehemaligen selbstständigen Gemeinde Obertiefenbach sowie Aufzeichnungen verschiedener Personen und Gruppierungen besteht. Zusätzlich sind relevante Zeitungsausschnitte und vollständige Jahrgänge des Beselicher Wochenspiegels seit der ersten Ausgabe vorhanden.

## Heimatkundliche und -geschichtliche Vorträge
Vorträge über Heimatkunde und -geschichte von fachkundigen Referenten werden vom Team der Heimatstube von Zeit zu Zeit im großen Saal des Pfarrheims angeboten und erfreuen sich erheblichen Zuspruchs.

## Öffnungszeiten
Das Heimatmuseum ist in der Regel am zweiten Sonntagnachmittag jeden Monats für Besucher geöffnet. Führungen von Gruppen können nach Vereinbarung auch außerhalb der Öffnungszeiten erfolgen. Eintritt wird nicht erhoben.

## Einblicke

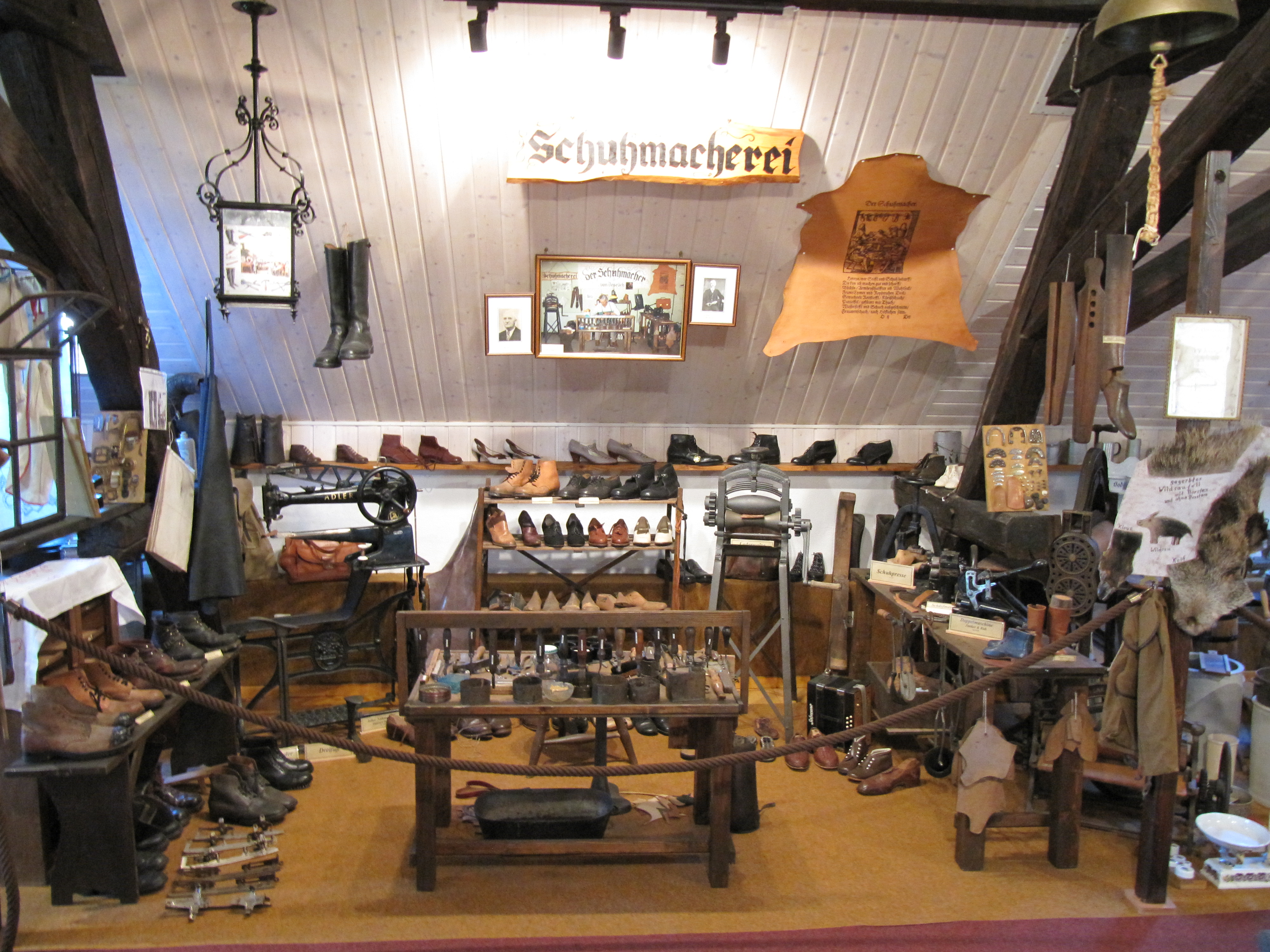
Museumsbereich Schuhmacherwerkstatt
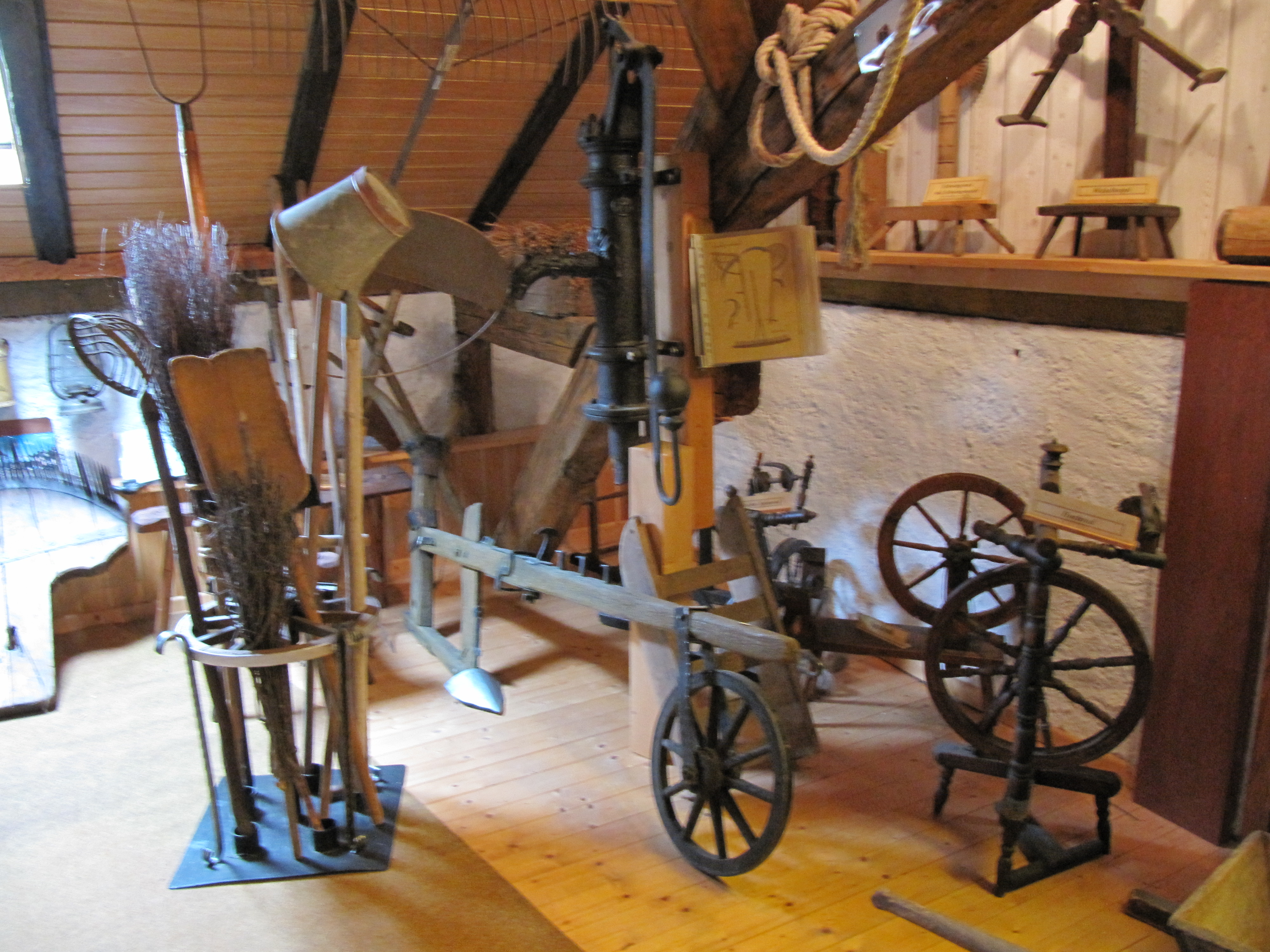
Museumsbereich Landwirtschaft
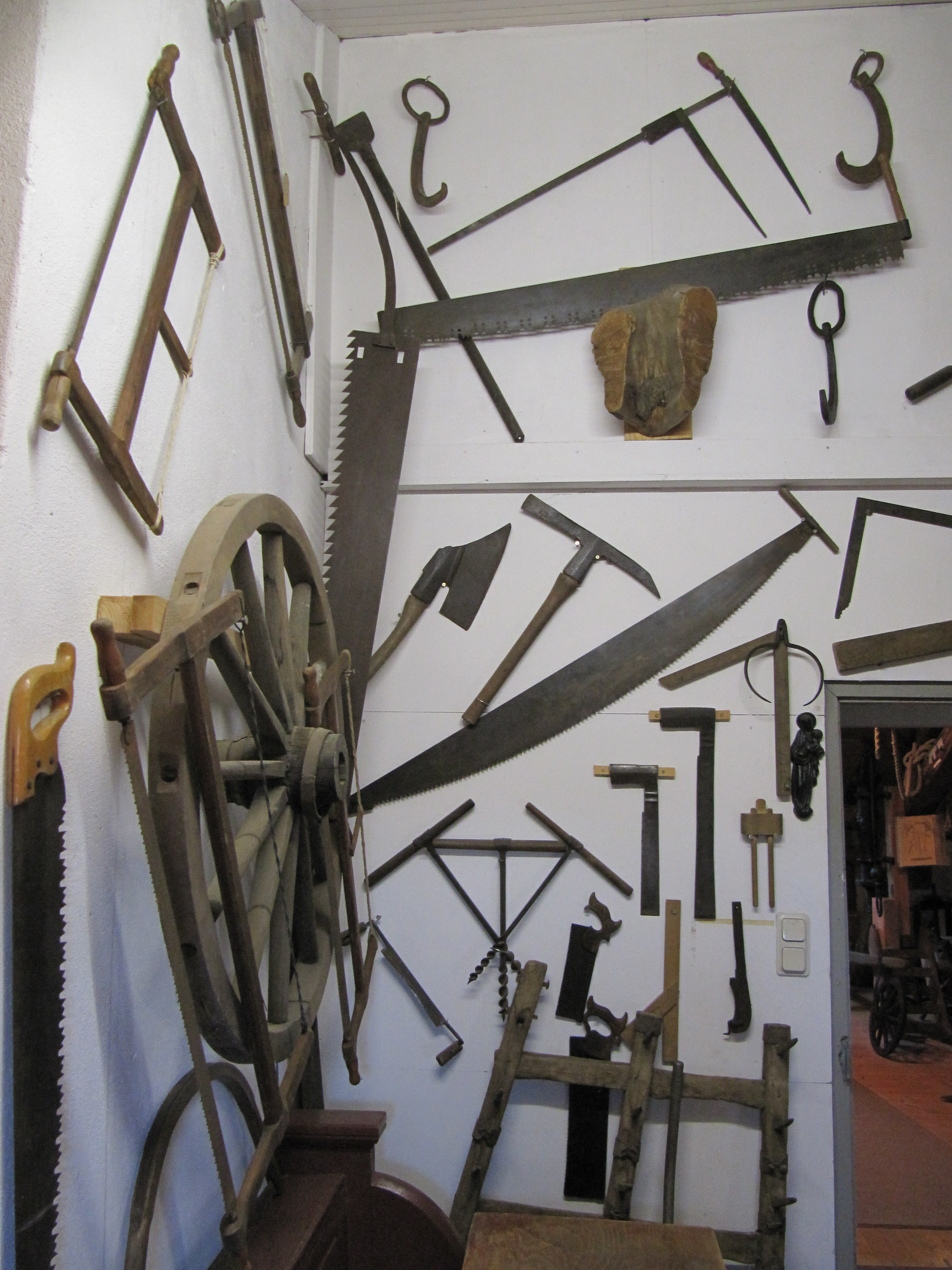
Museumsbereich Zimmer- und Schreinerhandwerk
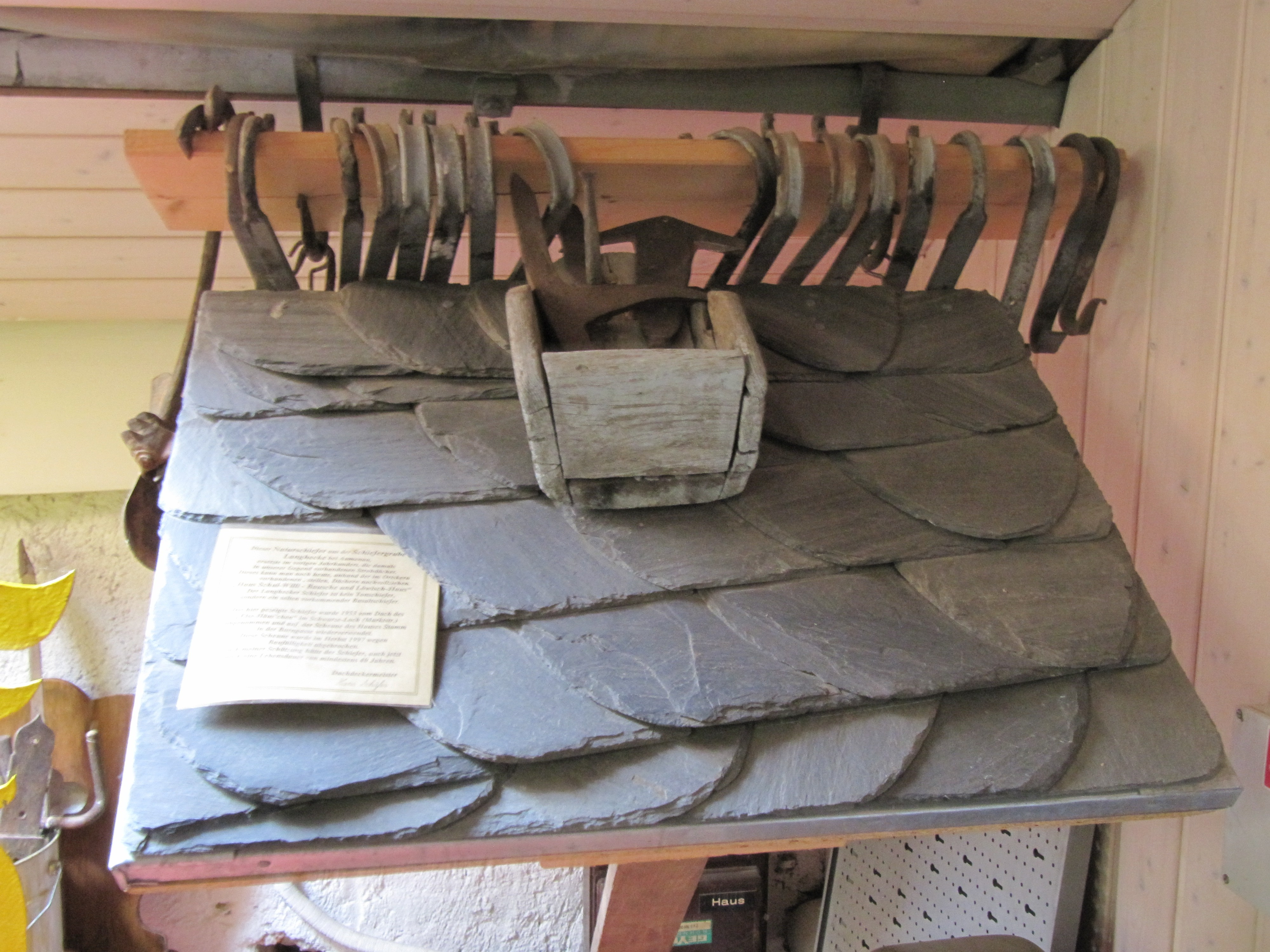
Museumsbereich Dachdeckerhandwerk
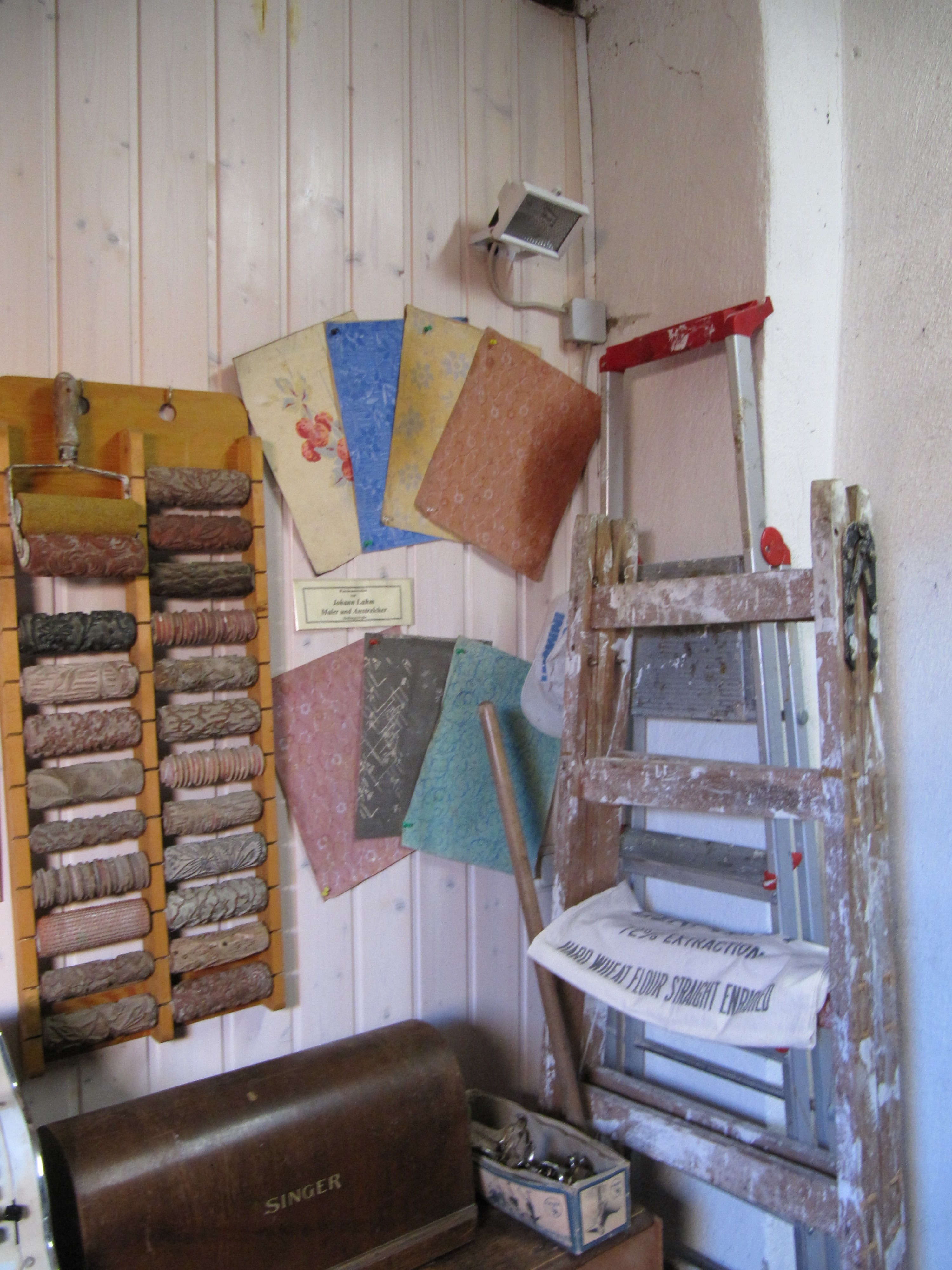
Museumsbereich Anstreicherhandwerk
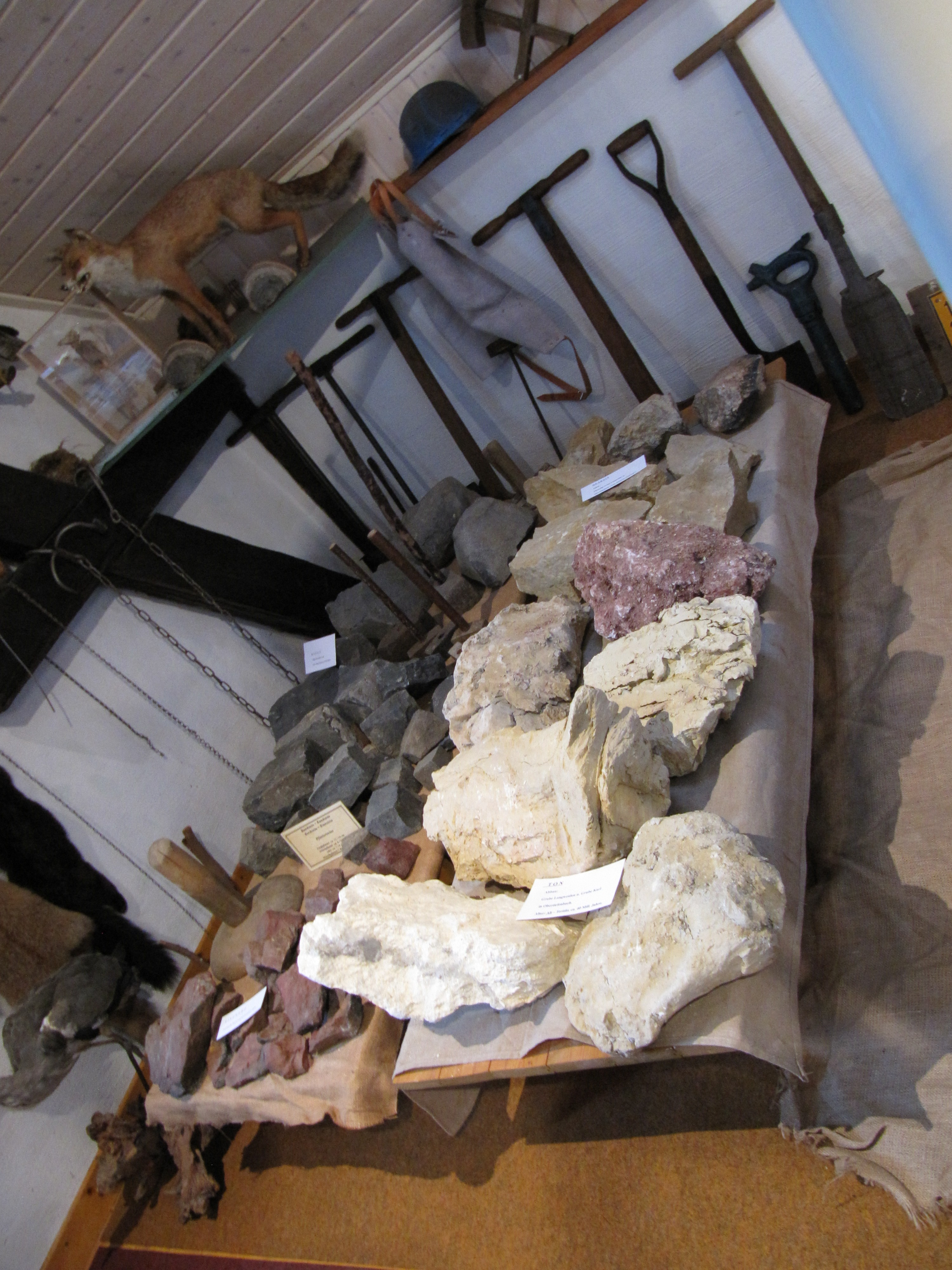
Museumsbereich Bodenschätze und Bergbau
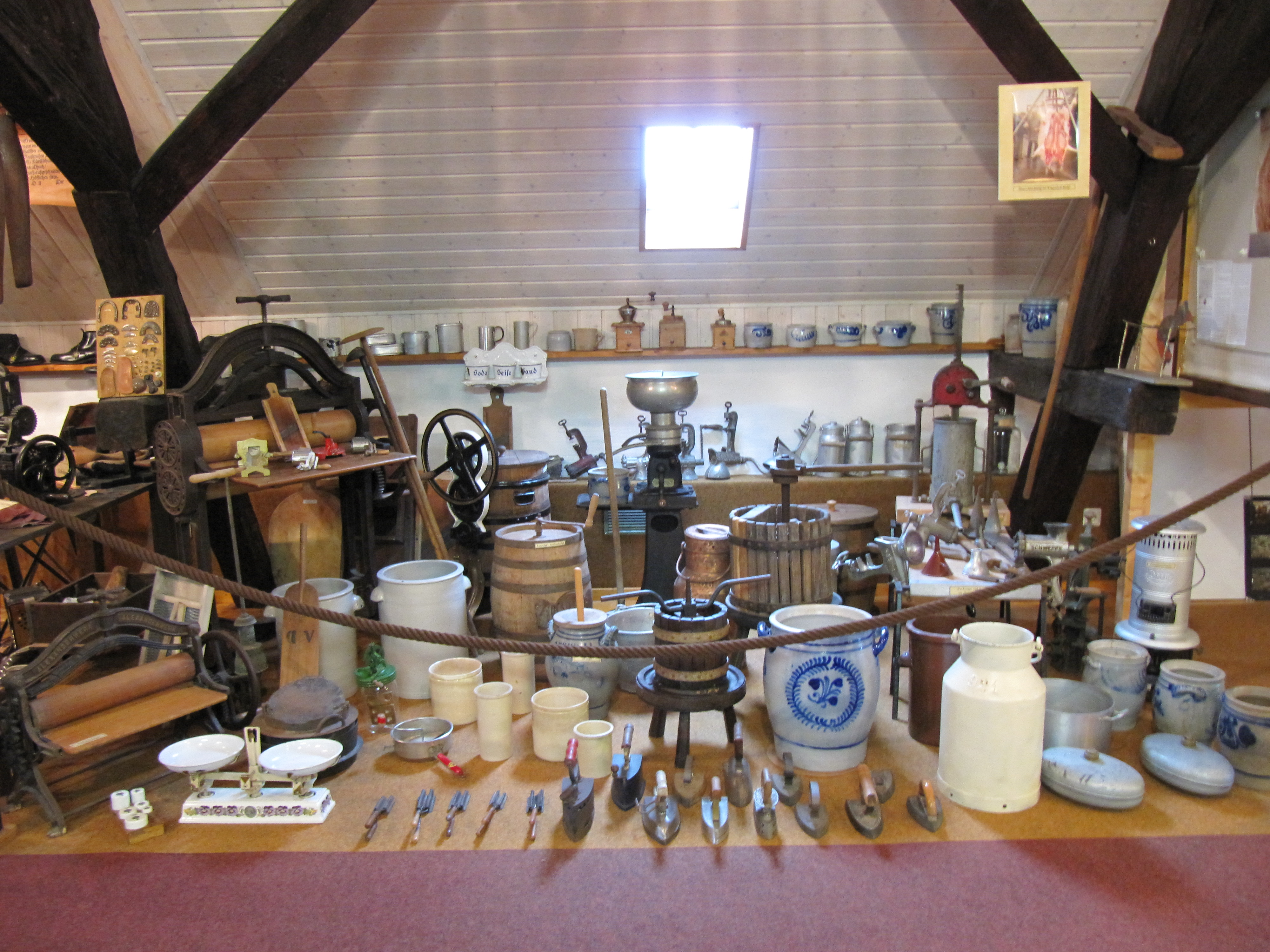
Museumsbereich Hauswirtschaft
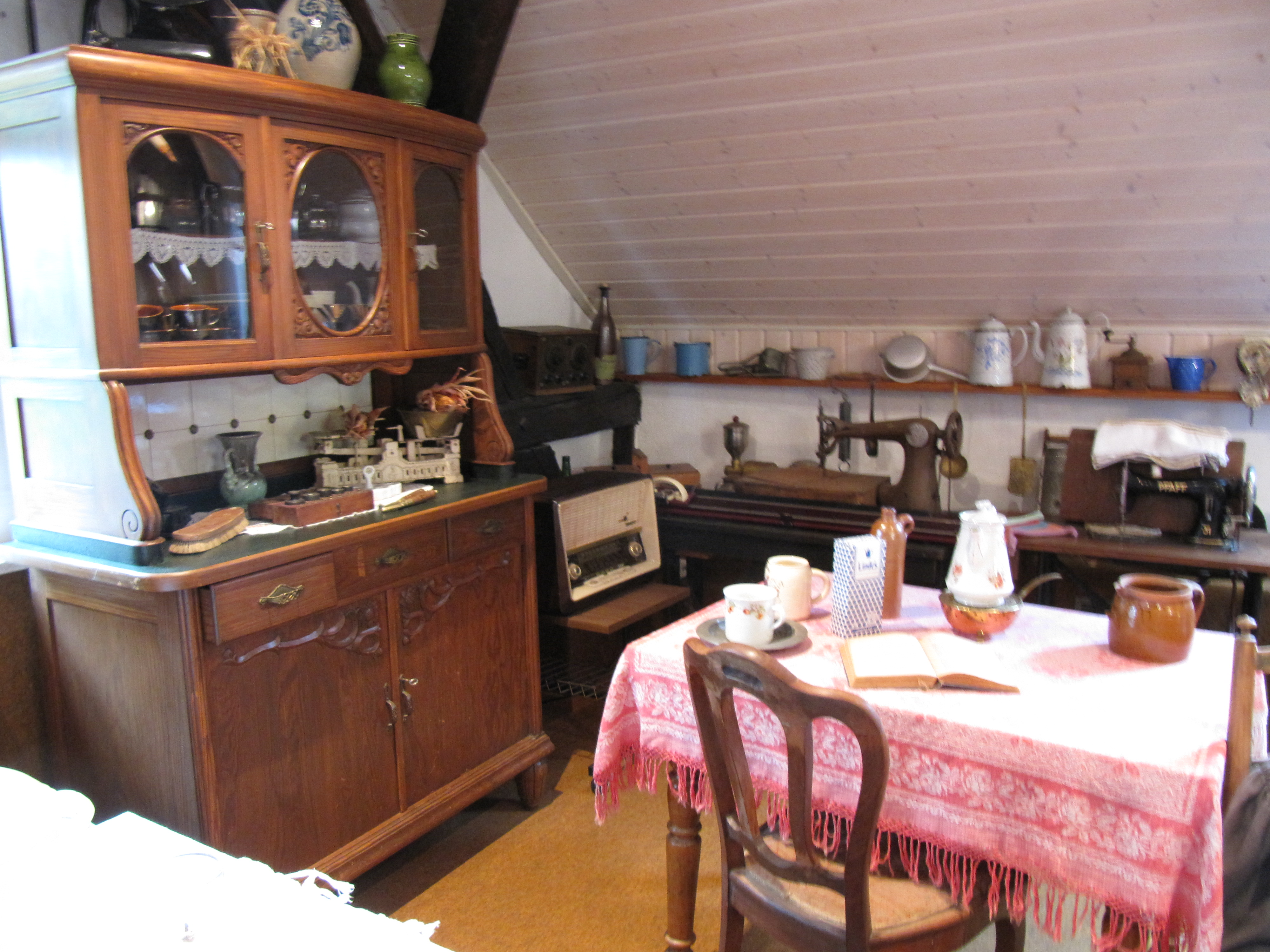
Museumsbereich Kochen und Essen
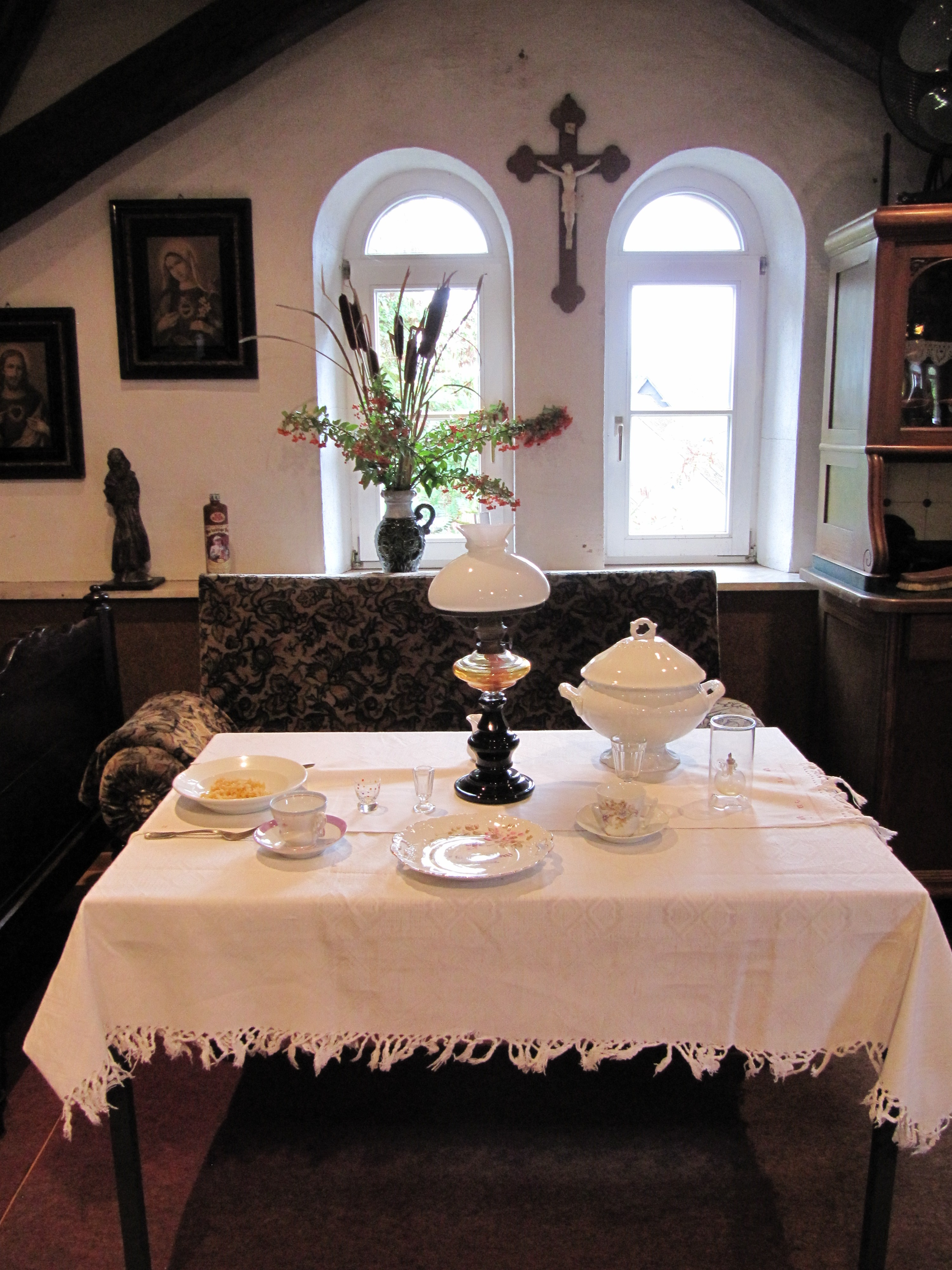
Museumsbereich Wohnen
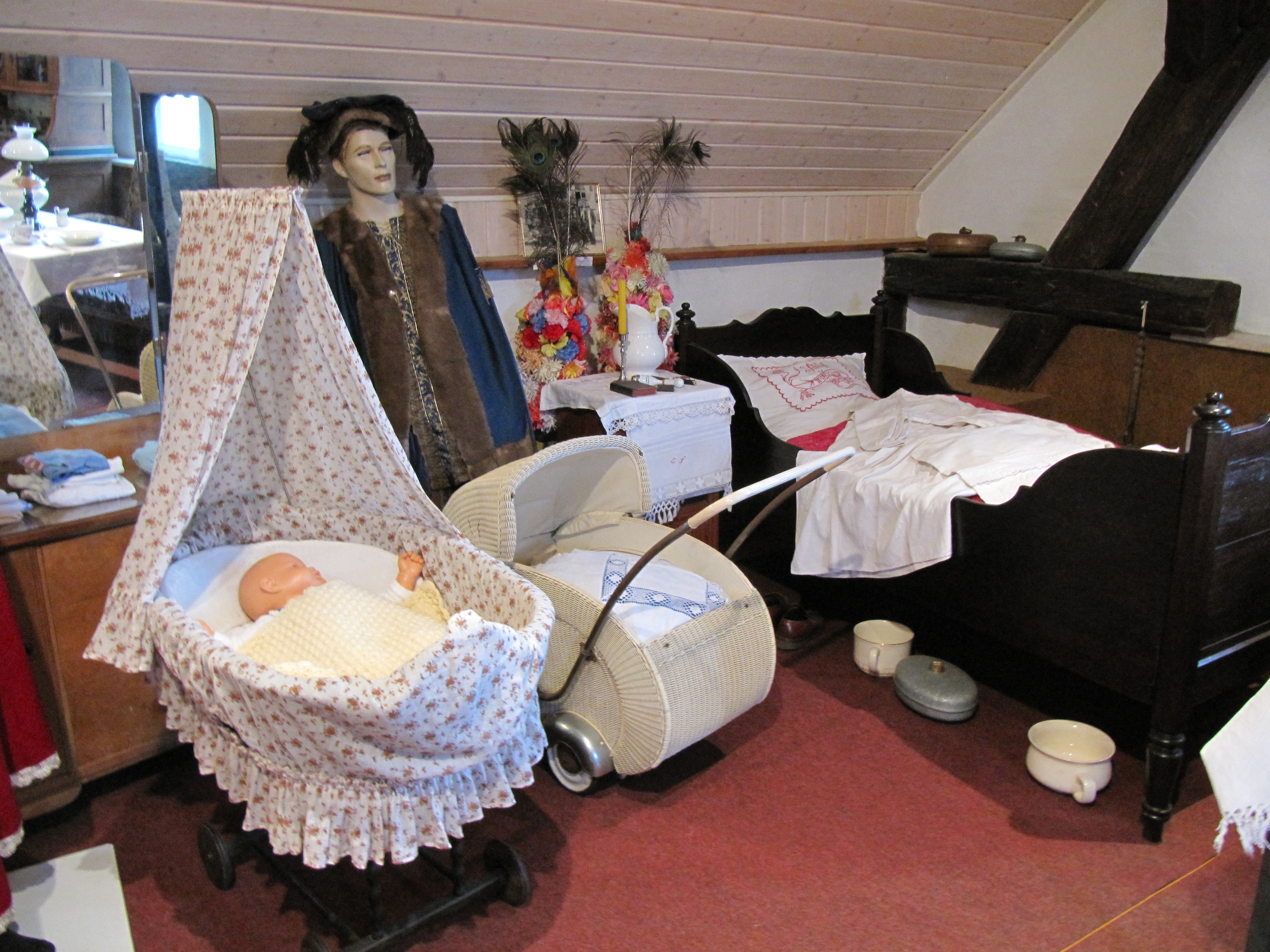
Museumsbereich Schlafen
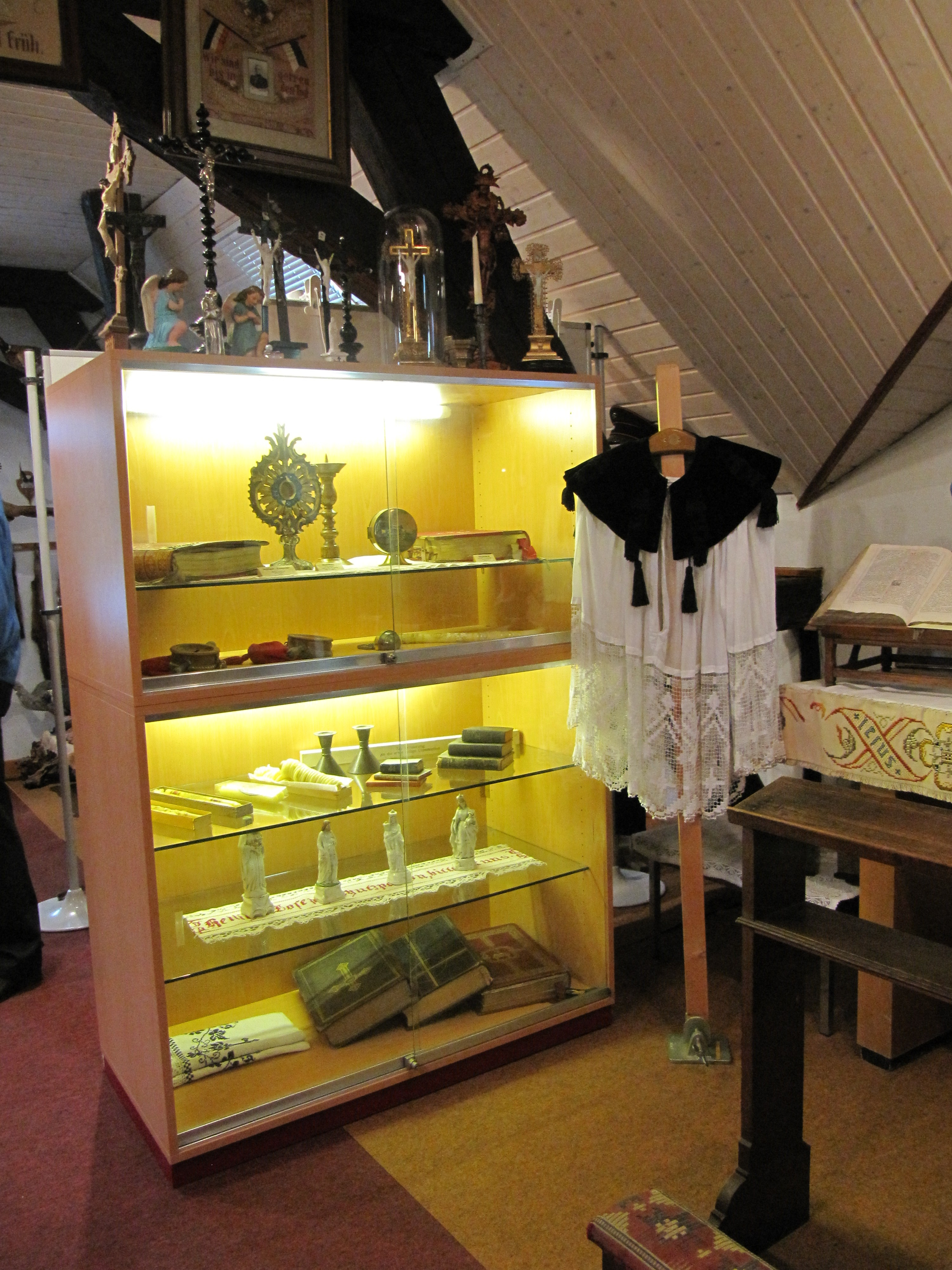
Museumsbereich Kirche und Religion
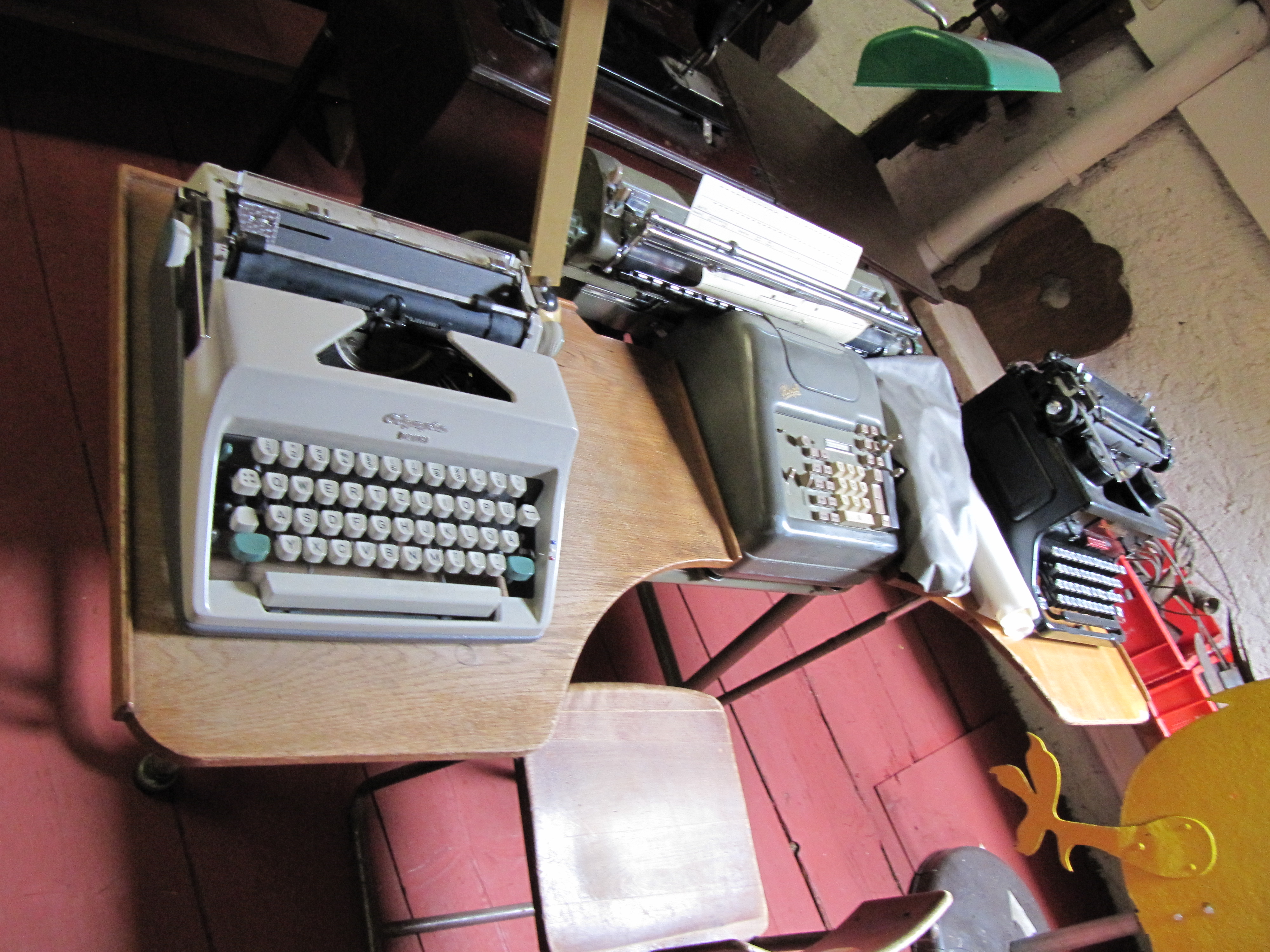
Museumsbereich Bürogeräte
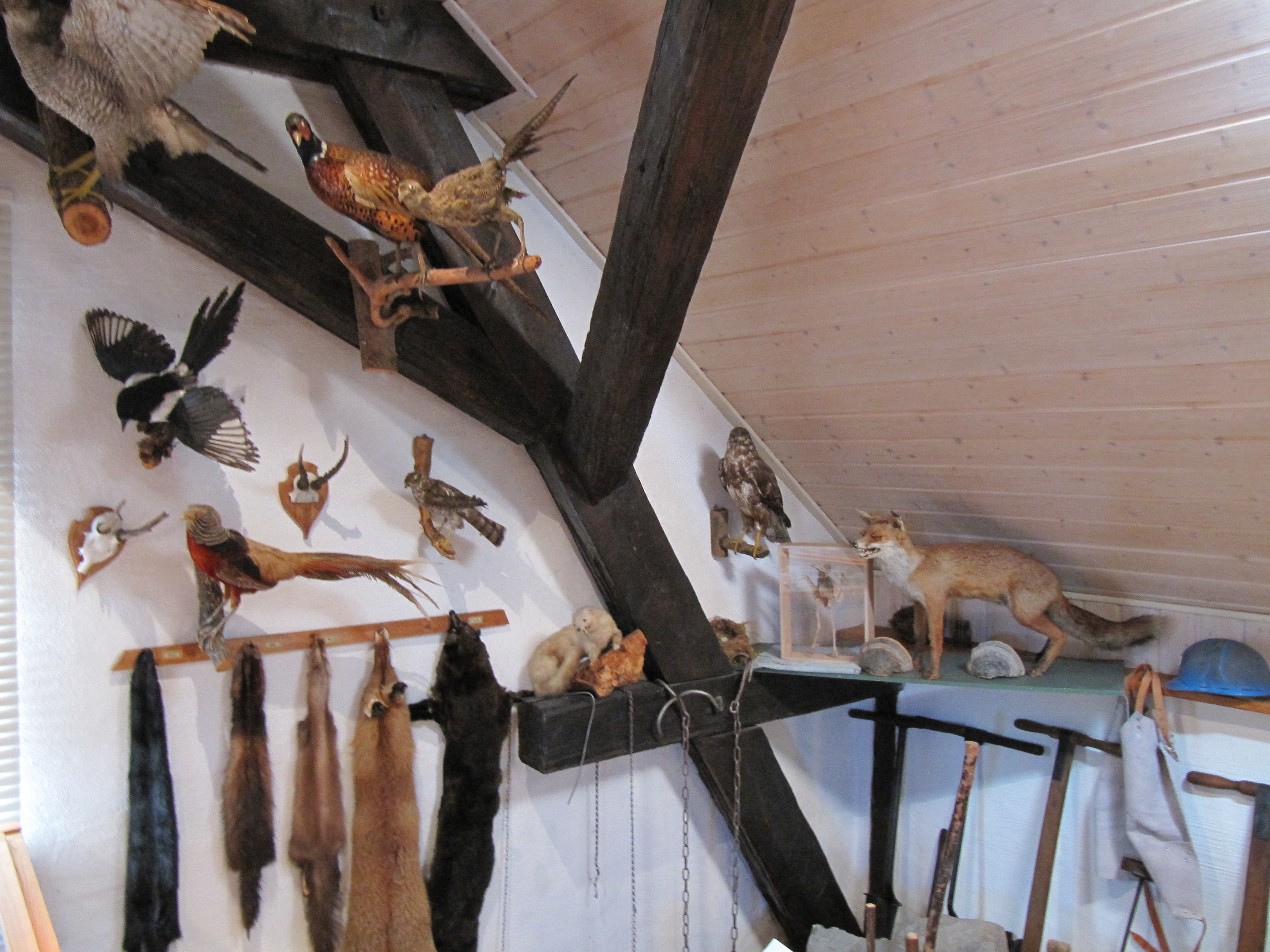
Museumsbereich Jagd
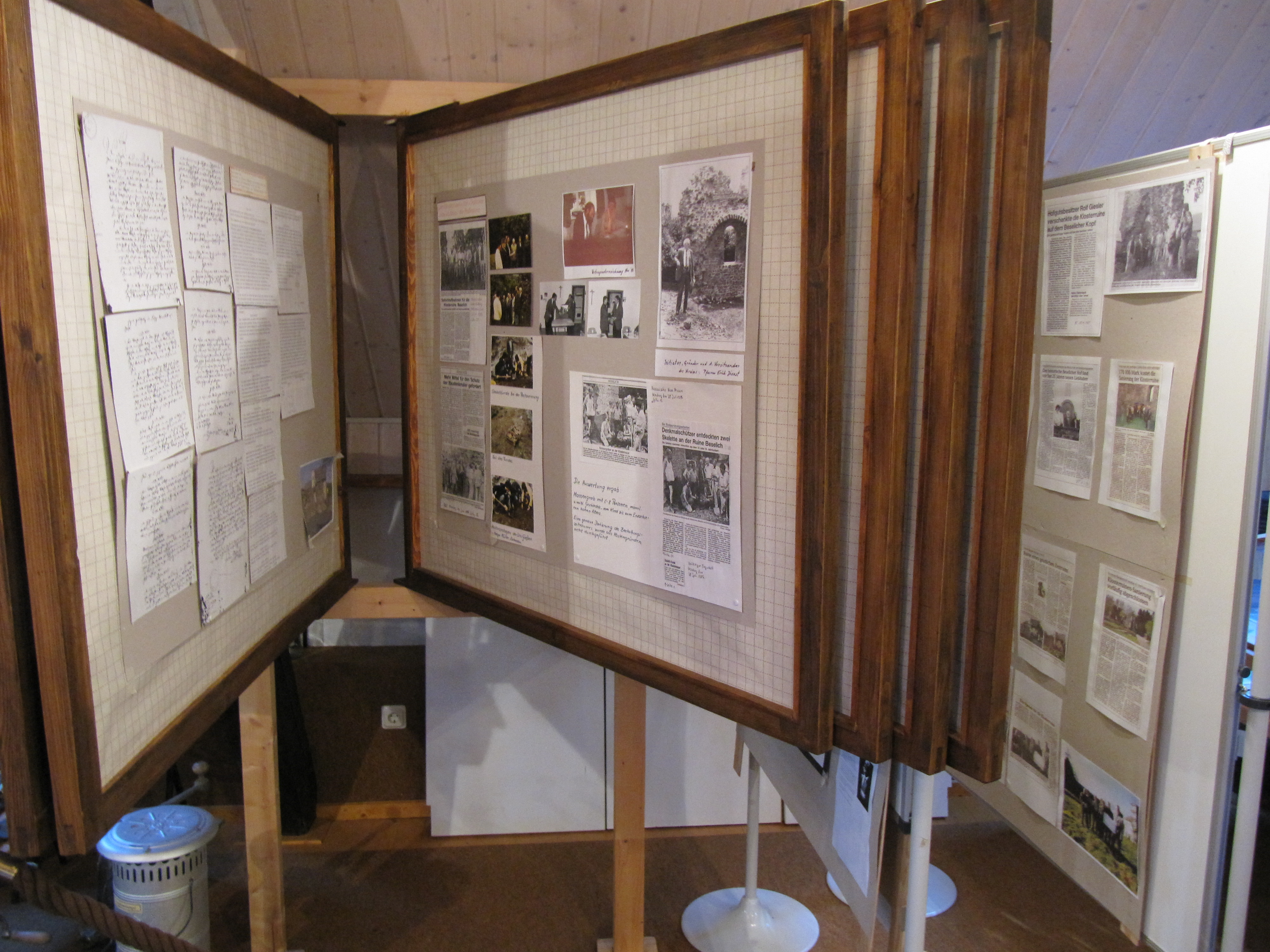
Museumsbereich Klosterruine Beselich
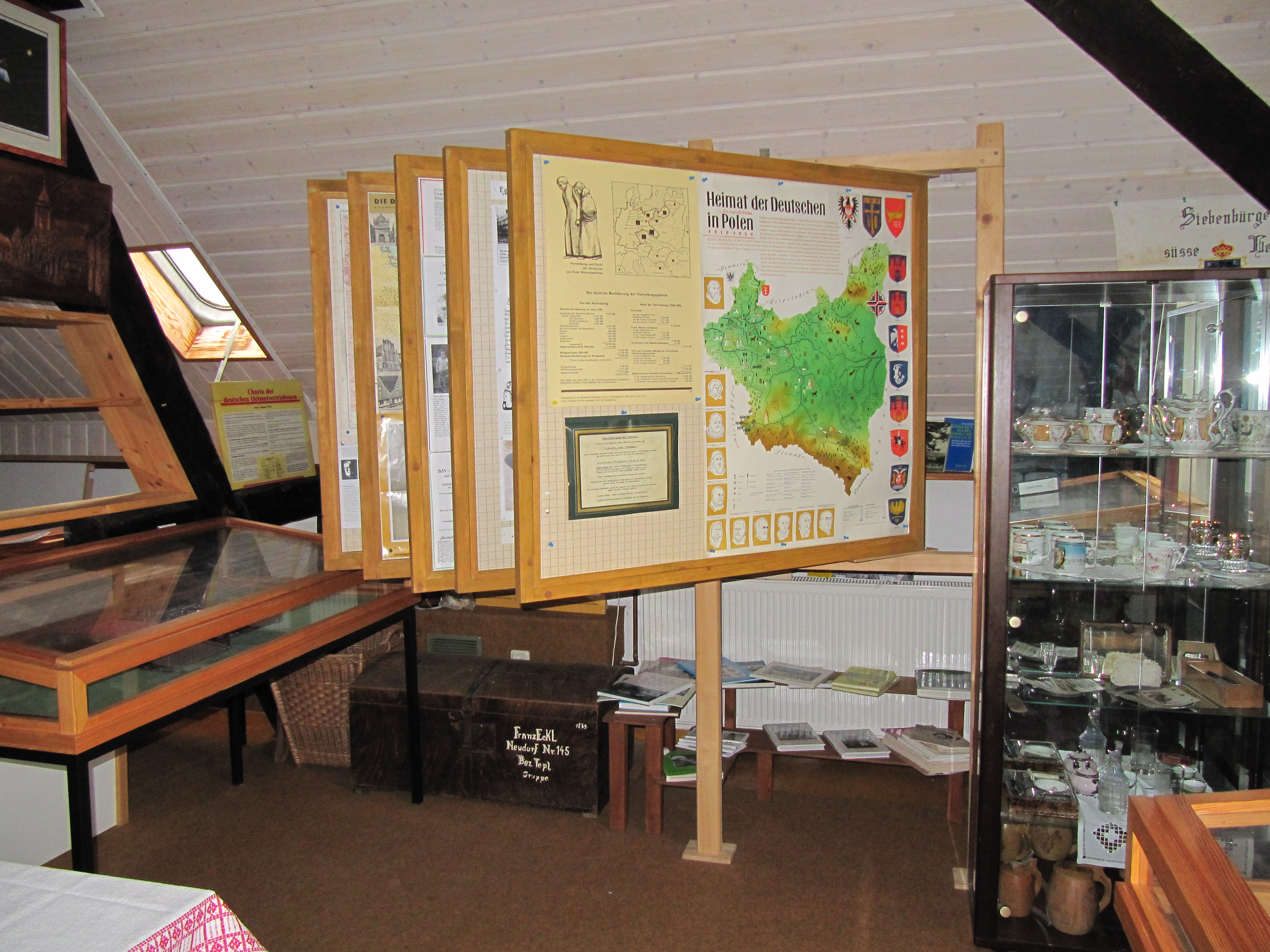
Museumsbereich Vertriebene
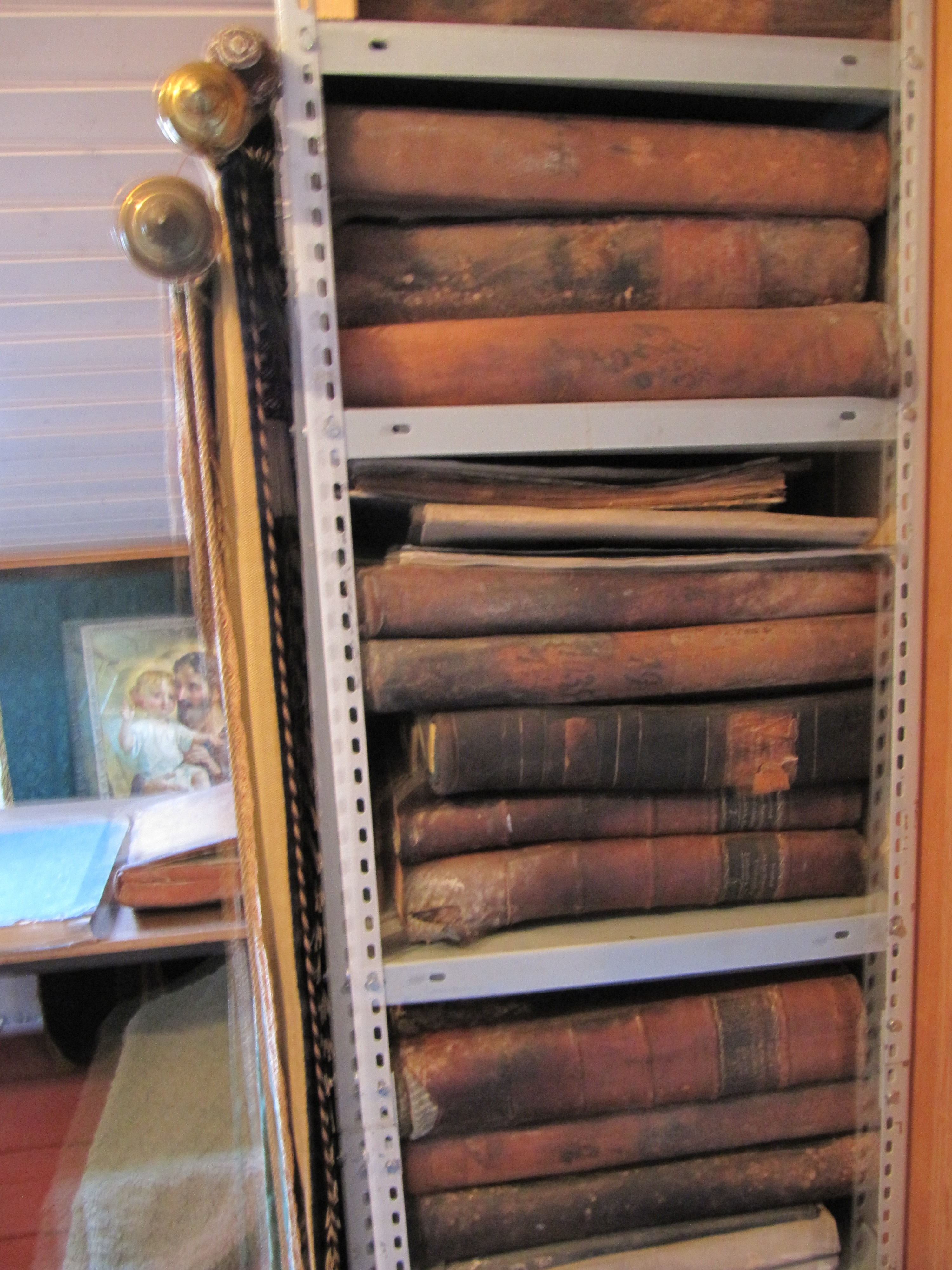
Historisches Schriftgut der ehemaligen Gemeinde Obertiefenbach
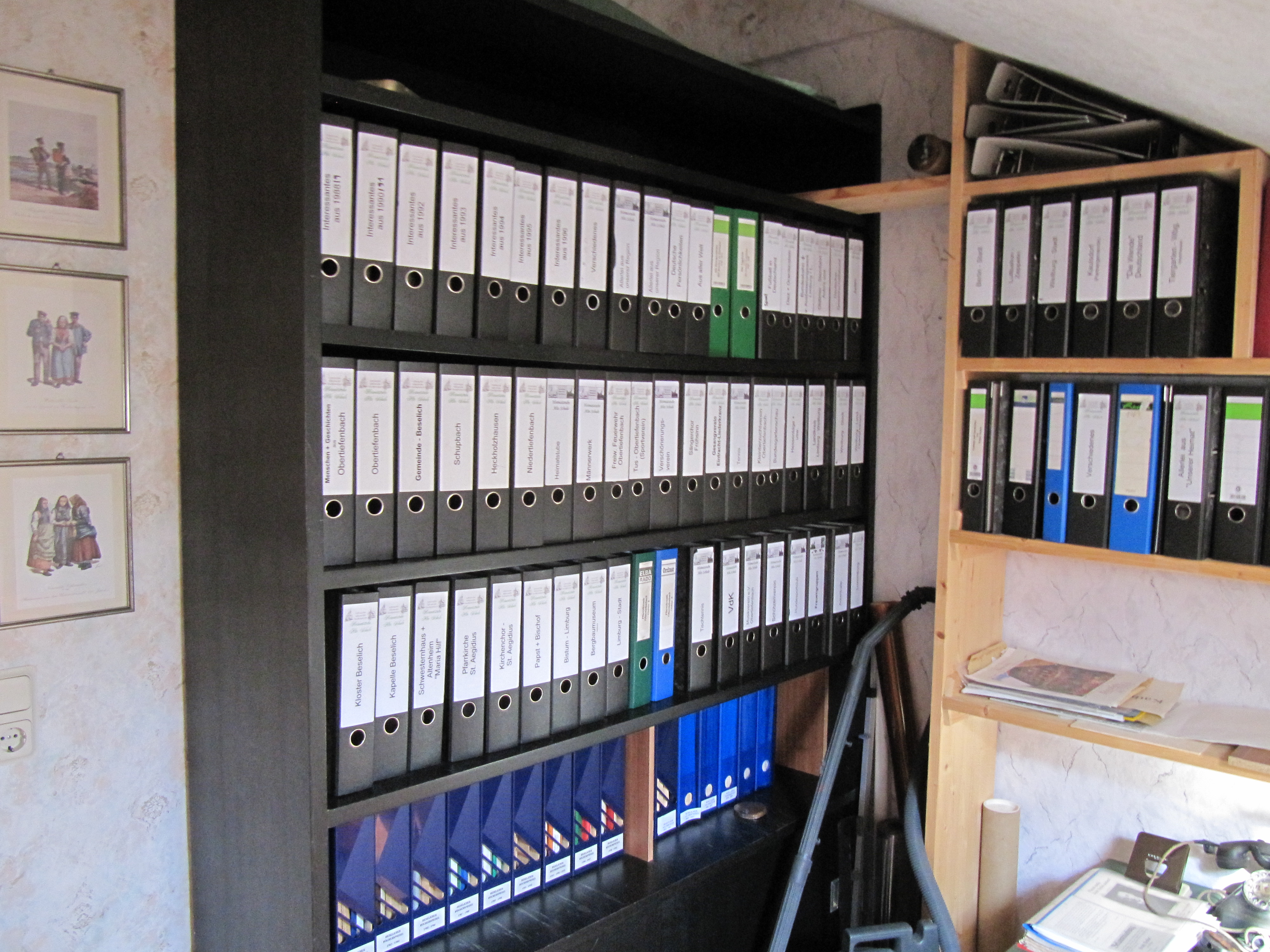
Historisches Schriftgut aus dem Heimatgebiet
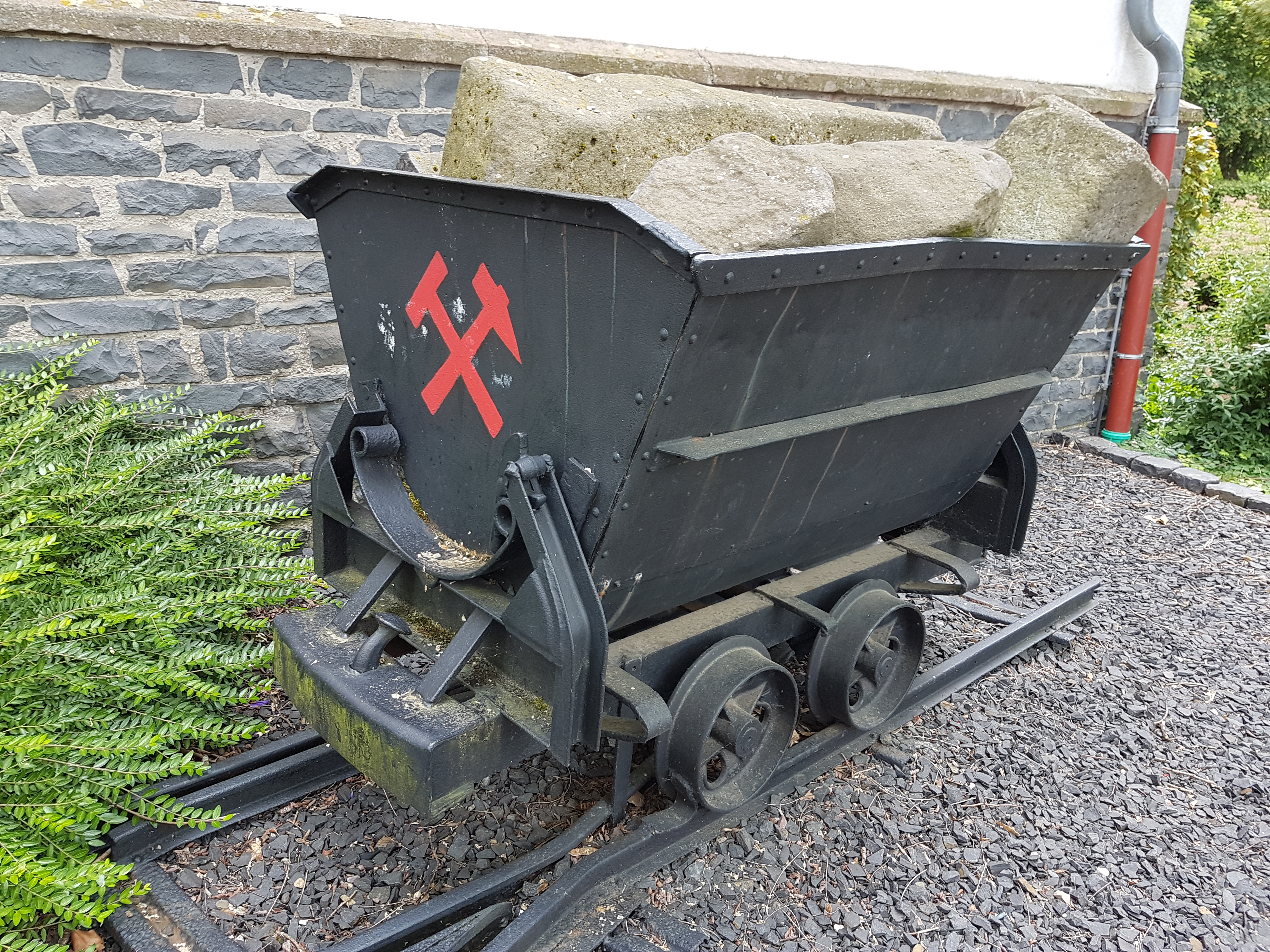
Eine Güterlore am Gebäude zeugt von der Bergbautätigkeit
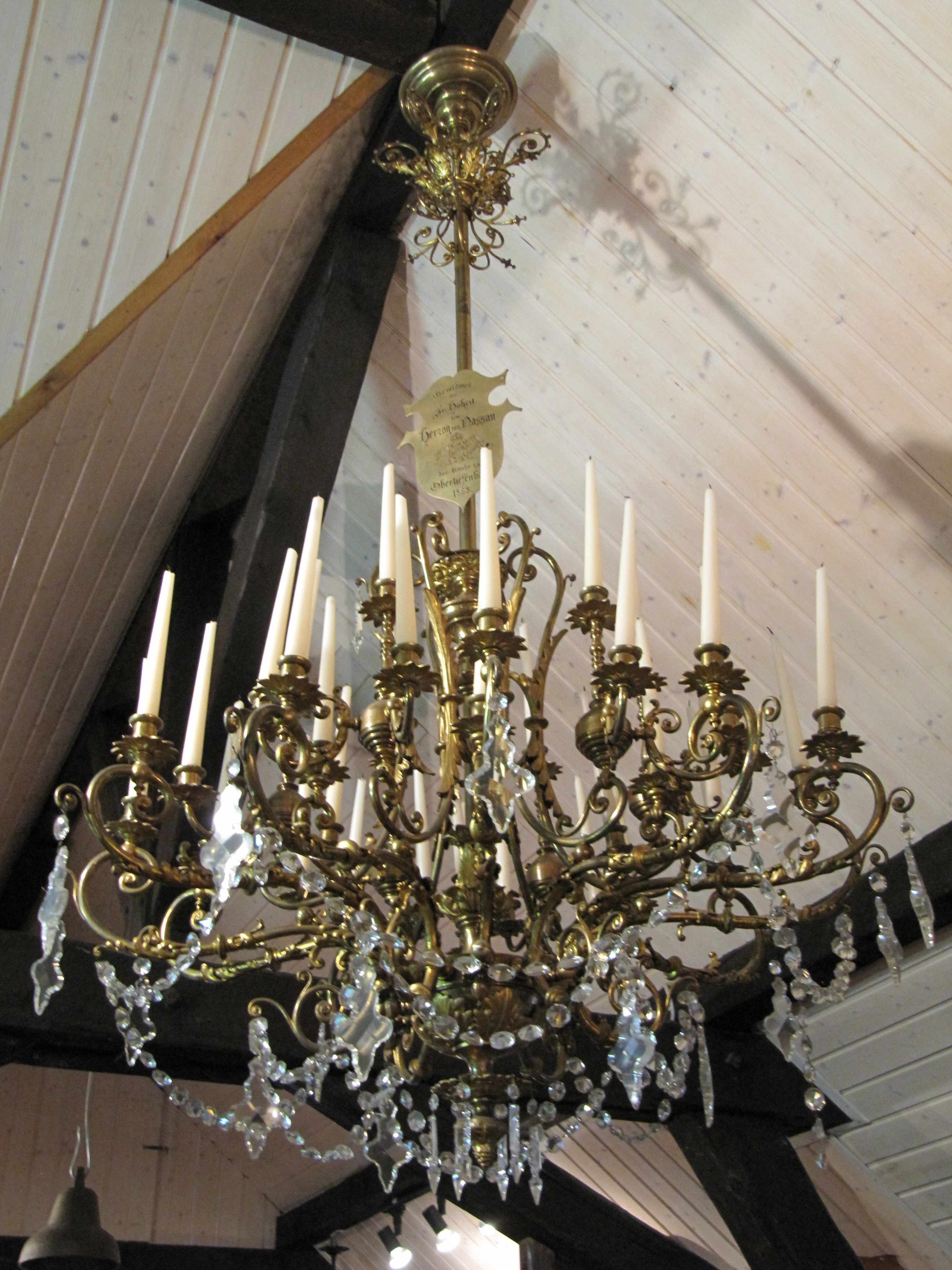
Ein Kerzenkronleuchter mit historischem Hintergrund: Er war das Geschenk des Herzogs von Nassau zur Einweihung der Obertiefenbacher Pfarrkirche im Jahr 1888.
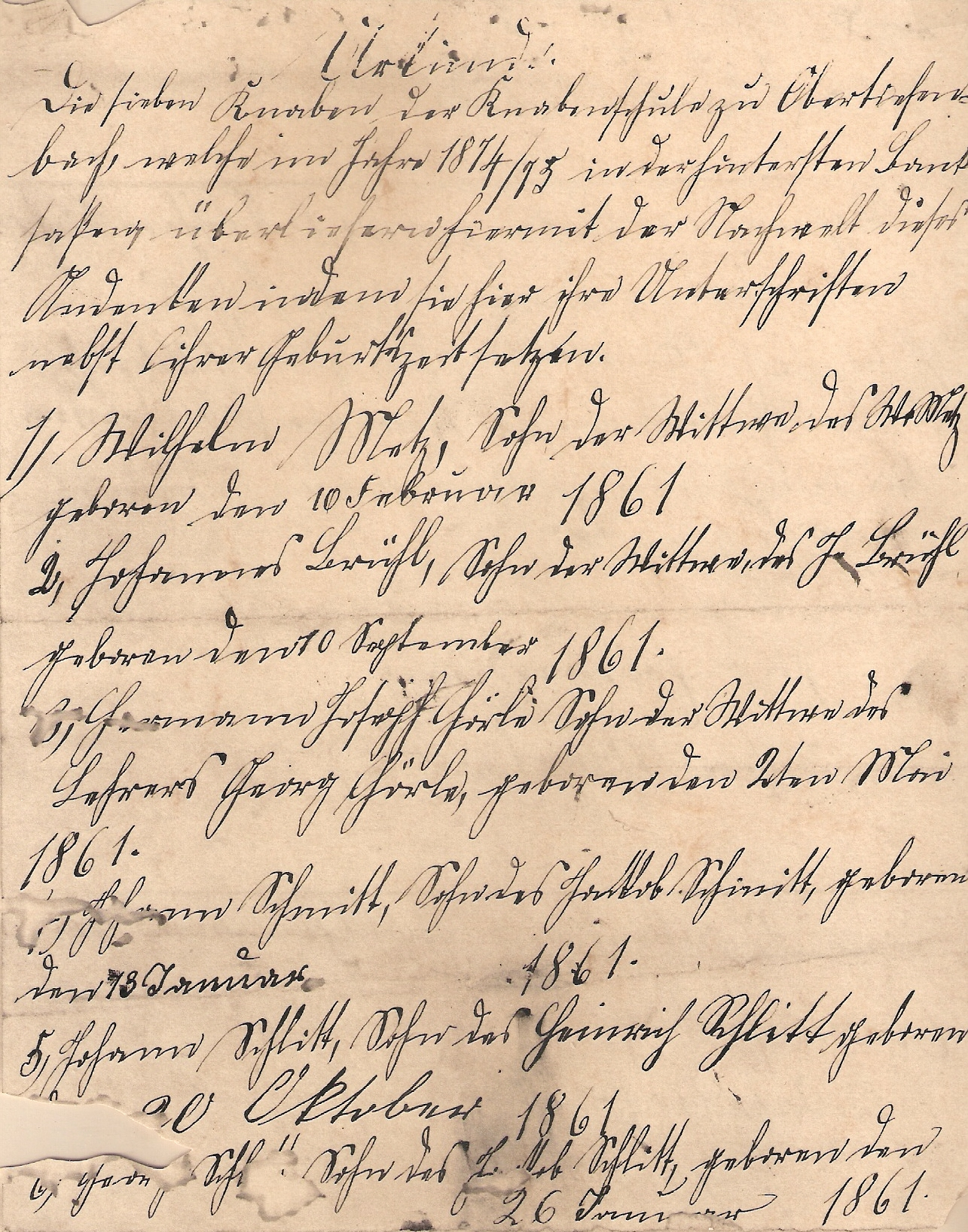
Urkunde als Bekenntnis zu Bischof Blum der „Sieben Knaben zu Obertiefenbach“ vom 16. Juni 1874 – Vorderseite
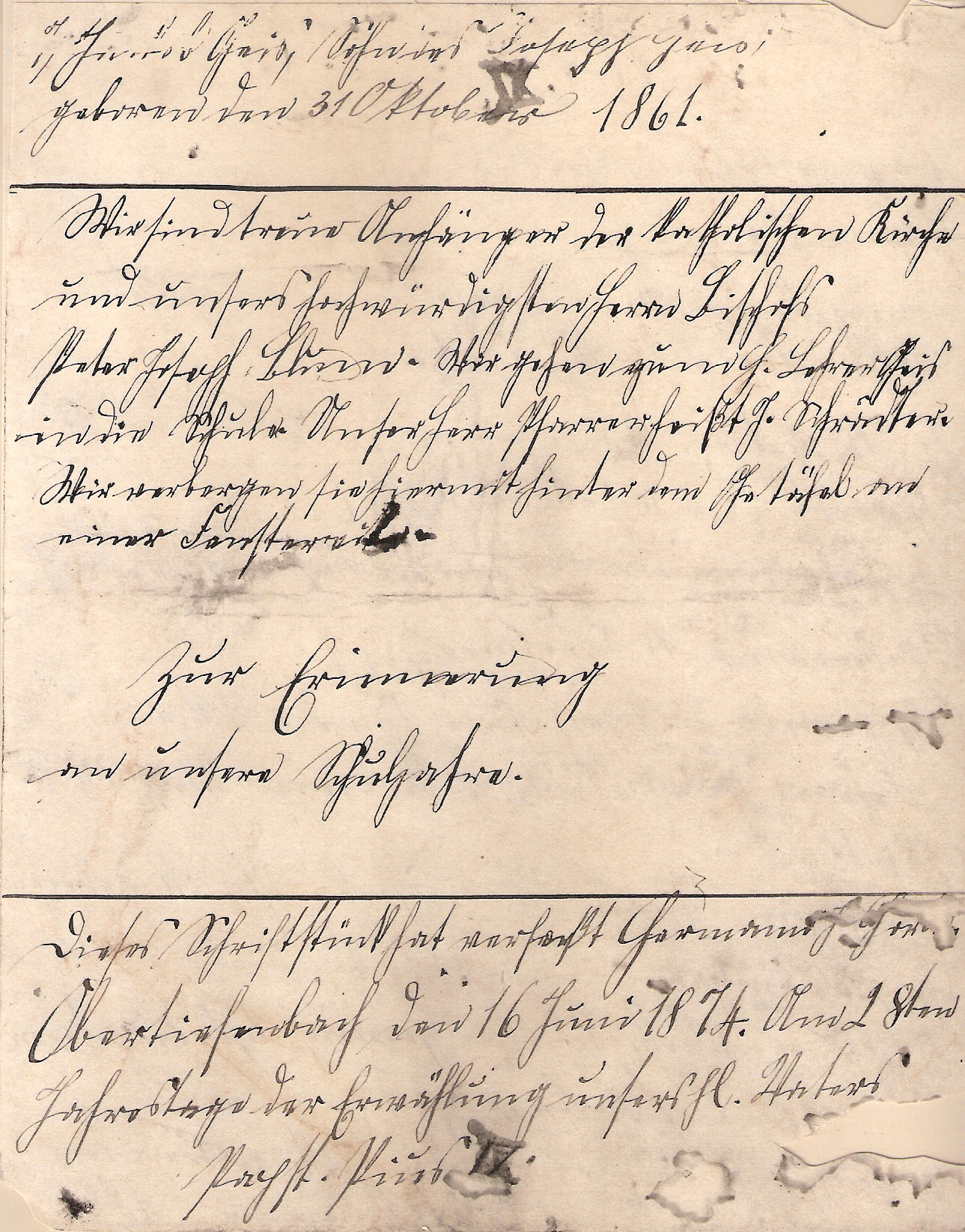
Urkunde als Bekenntnis zu Bischof Blum der „Sieben Knaben zu Obertiefenbach“ vom 16. Juni 1874 – Rückseite

## Persönlichkeiten mit Bezug zur Heimatstube
- Georg Leber (* 7. Oktober 1920 in Obertiefenbach; † 21. August 2012), deutscher Politiker (SPD), ehemaliger Bundestagsvizepräsident (1979–1983), Mitglied des Deutschen Bundestags (1957–1983), Mitglied des Europäischen Parlaments (1958–1959), Bundesverkehrsminister (1966–1972) (ab 1969 gleichzeitig Bundesminister für das Post- und Fernmeldewesen) sowie Bundesverteidigungsminister (1972–1978), Ehrenbürger der Gemeinde Beselich (seit 1969).
- Peter Jaskola (* 22. Mai 1952 in Jemielnica), polnischer römisch-katholischer Priester und Professor der Theologie an der Universität Opole, vertritt seit Sommer 1993 jährlich den Pfarrer der Katholischen Kirchengemeinde St. Ägidius Obertiefenbach und ist stets Gast des Kath. Männerwerks und des Heimatmuseums.